# Tony Jordan (zanger)
Tony Jordan, artiestennaam van Tiny Lommers, (Vught, 23 januari 1967) is een Nederlandse zanger.
Jordan bracht in 1997 de single Als de zon verschijnt uit, in februari 1998 gevolgd door de single O Katja over Katja Schuurman. Jordan was met beide singles te zien in het TROS programma Lets make Music. In 1999 is Tony gaan zingen in de après-ski club, hun singles "hé buschauffeur, de hele bus gaat skiën", het van de Zangeres zonder Naam bekende "Braziliaanse nachten", de Sloerie van de straat, en het van Bots afkomstige "Wat zullen we drinken 7 dagen lang" waren allen kroeghits In 2008 maakte Jordan het Moederdagliedje Voor jou...mama. Deze kwam op 10 mei in de Mega Top 100 en stond er 3 weken in met als hoogste positie 79.
In december 2008 kwam de single Donder nu maar op uit. Dit nummer steeg tot 69 in de mega top 100.
In 2009  kwam zijn eerste soloalbum uit. Het album is geschreven en geproduceerd door Frank Verkooyen.